# Caspia knipowitchi
Caspia knipowitchi е вид охлюв от семейство Hydrobiidae. Видът не е застрашен от изчезване.

## Разпространение
Разпространен е в Русия и Украйна.